# Французька Полінезія

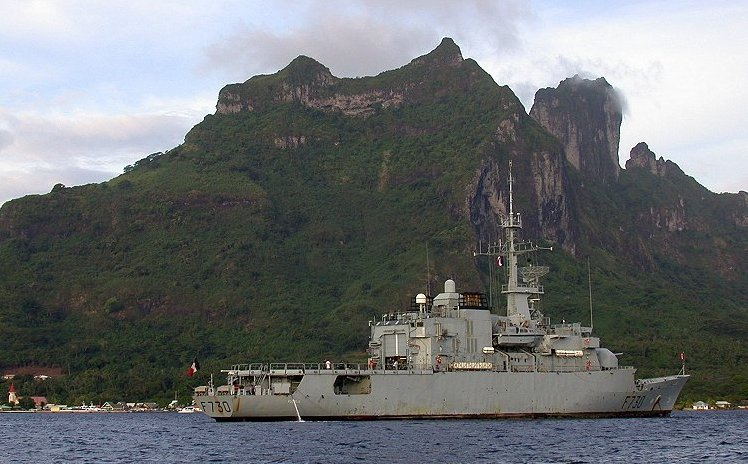
Французький фрегат Floréal у лагуні Бора-Бора.

Французька Полінезія (фр. Polynésie française, таїт. Pōrīnetia farāni) — заморська спільнота (collectivité d'outre-mer) Франції, складова країна і найбільша (за площею акваторії) її заморська адміністративна одиниця, знаходиться в центрі південної частини Тихого океану. Межує на північному заході з Республікою Кірибаті, на заході — з Островами Кука (Нова Зеландія), на південному сході з Піткерном (Брит.).

## Географія
Складається з кількох груп полінезійських островів (Туамоту, Тубуаї, Товариства, Маркізькі острови, Росіян, Раєвського, Гамб'є та ін.), загалом більш ніж 130 островів переважно коралового чи вулканічного походження, найвідоміший з яких — Таїті в архіпелазі Товариства, це також найбільш населений острів і місце розташування адміністративного центру території (місто Папеете). Хоча формально і не входячи до складу території, острів Кліппертон підпорядковувався уряду Французької Полінезії до 2007 року. ВЕЗ спільноти становить близько 4, 8 мільйонів км².
Основні відстані (від Папеете):
- 17 100 км — Париж,
- 3 900 км — Окленд,
- 4 700 км — Нумеа,
- 4 400 км — Гонолулу
- 5 700 км — Сідней,
- 6 200 км — Лос-Анджелес,
- 7 500 км — Сантьяго,
- 8 800 км — Токіо.

## Клімат
У центрі Французької Полінезії тропічний вологий клімат, на півдні — субтропічний вологий, на півночі — субекваторіальний. Температура протягом року майже не змінюється дотримуючись позначки близько 26—27 °C. Температура води протягом року також близько 26 °C.

## Історія
Першим відкритим європейцями островом був Пука-Пука в архіпелазі Туамоту (Магеллан, 1521). Маркізькі острови були відкриті в 1595 році Менданією, Таїті — в 1606 році Валлісом, Тубуаї — в 1777 році Джеймсом Куком, Гамб'є — в 1797 Уїлсоном.
У 1842 році Франція взяла під свій протекторат Таїті, острови Товариства, Туамоту, Тубуаї і Маркізькі острови. 29 червня 1880 р. останній правитель Таїті Помар V дозволяє Франції встановити колоніальне правління в обмін на довічне утримання себе та своєї сім'ї з урахуванням його королівського сану. Його рішення підтримали підлеглі. Торгова палата була створена одразу ж, сільськогосподарська — у 1884 році. У 1887 році до колоній Франції додаються острови Гамб'є. У Тубуаї в 1867 році до колоній доєднуються атоли Рапа, в 1900-му Раруту, в 1901 році Ріматара. Колонія спільних атолів отримала назву «Французька володіння в Океанії» (фр. Établissements français de l'Océanie, EFO).
До 1894 року колоніями керували військові французького флоту, з 1896 року губернатором, який був представником Республіка Франція. Папеете отримав статус муніципалітету в 1890 році. У 1911 році почався видобуток фосфатів на атолі Макатеа (Туамоту), який продовжувався французькою компанія до 1966 року. У Першу світову війну бл. 1000 остров'ян брали участь у бойових діях у Європі на боці Франції. У роки Другої світової полінезійці ухвалили рішення стати на бік Вільної Франції, та був створений комітет підтримки. З 1942 по 1945 рік на островах Бора-Бора розміщувалися військові бази США (близько 5000 солдатів).
У 1946 році Французькі володіння в Океанії отримала статус заморської території Франції, але до 1957 року продовжували використовувати стару назву закріплену за островами. З 2004 року — це заморська спільнота Франції.
Разом із проєктом Floating Island Project планується створити пілотний проєкт одного плавучого острова і, якщо проєкт буде вдалим, подальшого створення островів, де має бути розташовано 300 будинків для місцевих жителів. Утворення матиме власний уряд, а місцевими грошима стане криптовалюта Varyon.

## Походження
Острови Французької Полінезії виникли в результаті вулканічних вивержень. Цим пояснюється різноманіття і краса пейзажів, незвичні форми скель та островів, колір піску, який може бути білосніжним, жовтим, помаранчевим і навіть чорним. Острови Французької Полінезії не схожі один на одного, майже всі оточені атолами, що робить воду дуже блакитною і спокійною.

## Населення
Чисельність населення за переписом 2007 року становила 259 596 осіб. Етнічний склад:
- полінезійці — 78 %
- китайці — 12 %
- місцеві французи (в основному франко-полінезійські метиси — Demis) — 6 %
- французи — 4 %.

Офіційні мови: французька (61.1 %) і таїтянська (31.4 %) — по перепису 2002 року.
Релігії: протестанти 54 %, католики 30 %, інші 10 %, атеїсти 6 %.

## Адміністративний поділ
Адміністративний поділ Французької Полінезії має два рівні: п'ять адміністративних підрозділів, які, своєю чергою, поділені на 48 комун.

## Політичний устрій
Влада Франції представлена верховним комісаром, який призначається на цей пост президентом Франції. Виконавча влада — Рада міністрів спільноти. Місцевий парламент — Асамблея спільноти складається з 57 депутатів, що обираються строком на п'ять років. Жителі території також обирають одного сенатора Франції та двох членів парламенту Франції. Політичні партії: Альянс «Наш Дім» (27 місць в Асамблеї), Союз за демократію (20 місць), Народний Рух за Республіку Полінезія (10 місць).

## Економіка
Основна галузь економіки — обслуговування туристів (близько четвертини ВВП). Також розвинені видобуток перлів і рибальство.
У сільському господарстві культивуються кокоси, ваніль, овочі, фрукти, кава. Присутнє тваринництво (на островах Туамоту традиційно розводять собак на м'ясо).
Експортні товари — перли, кокоси, ваніль, акуляче м'ясо.

## Охорона здоров'я
У Французькій Полінезії, на відміну від Австралії, практично немає небезпечних звірів і комах. Високий рівень охорони здоров'я.

## Основні курорти Французької Полінезії
- Підвітряні острови: Таїті (Tahiti), Бора-Бора (Bora Bora), Муреа (Муреа), Раіатеа (Райат), Тахаа (Taha'a), Хуахіне (Huahine),
- Архіпелаг Туамоту: Маніхі (Manihi), Рангіроа (Rangiroa), Тікехау (Tikehau),
- Маркізькі острови: Нуку-Хіва (Nuku Hiva), Хіва-Оа (Hiva'oa).